# Нижнетагильский государственный социально-педагогический институт
Нижнетаги́льский госуда́рственный социа́льно-педагоги́ческий институ́т — высшее учебное заведение основанное 27 июня 1939 года для подготовки высококвалифицированных педагогических кадров. Реорганизован 28 августа 2013 года путём присоединения к РГППУ в качестве обособленного структурного подразделения (филиала).

## Основная история
27 июня 1939 года Постановлением Совета народных комиссаров РСФСР на базе Нижнетагильского педагогического училища был создан Нижнетагильский учительский институт с двухгодичным сроком обучения, входящий в ведение Народного комиссариата просвещения РСФСР. 
В структуре института были созданы три учебных отделения (факультета): историческое, филологическое и физико-математическое. В 1939 году институт были набраны первые сто двадцать студентов и уже в 1941 году состоялся первый выпуск учителей для общеобразовательных школ по специализациям института. С 1941 по 1944 год в период Великой Отечественной войны в аудиториях и учебных корпусах Нижнетагильского учительского института были размещены эвакуированные из оккупированных территорий Криворожский горнорудный институт и Орджоникидзеградский машиностроительный институт. С 1941 по 1944 год институтом было выпущено около четырехсот педагогов. С 1948 года в структуре института были созданы вечернее и заочное трёхгодичные отделения, а так же четыре учебных отделения (кафедры): физико-математическое, естественно-географическое, филологическое и историческое. 
С 1941 по 1952 год институтом было выпущено около 1760 педагогов для общеобразовательных школ.
11 августа 1952 года Постановлением Совета Министров СССР  № 3692 и приказом Министерства высшего и среднего специального образования СССР Нижнетагильский учительский институт был реорганизован в Нижнетагильский государственный педагогический институт, ставшее высшим учебным заведением. Первым ректором был назначен Михаил Кожевников. Структура института состояла из двух факультетов: физико-математического и русского языка и литературы и семи общеинститутских кафедры: физики, математики, педагогики и психологии, географии, естествознания, основ марксизма-ленинизма, русского языка и литературы. В 1953 году был создан химико-биологический факультет, в 1959 году в структуре института были созданы инженерно-педагогический и художественно-графический факультеты, со сроком обучения пять лет. В этом же году были созданы ещё четыре общеинститутские кафедры: педагогики, философии, иностранных языков и физвоспитания. 9 апреля 1966 года решением Министерства просвещения РСФСР институту была присвоена вторая квалификационная категория.
С 1979 года в структуре института состояло семь факультетов: исторический, иностранных языков,  индустриально-педагогический, художественно-графический, физико-математический, химико-биологический и русского языка и литературы, а так же двадцать три общеинститутские кафедры. В состав педагогических кадров института входило 257 преподавателей, в составе дневного отделения обучалось — 2400 человек, в составе заочного отделения — 1575 человек, на подготовительном отделении — 115 человек. В 1988 году новым ректором был избран В. И. Смирнов. В 1989 году в институте был создан факультет довузовской подготовки и профессиональной ориентации, а в 1991 году в качестве учебной базы института была создана Нижнетагильская средняя профильная школа № 75. На 1994 год в составе института было создано восемь факультетов и двадцать девять общеинститутских кафедр, готовившие педагогические кадры по десяти специальностям. 
1 августа 2003 года приказом Министерства образования и науки Российской Федерации № 3226 Нижнетагильский государственный педагогический институт был переименован в Нижнетагильскую государственную социально-педагогическую академию. В состав академии были созданы аспирантура и магистратура, в структуру академии входили тринадцать факультетов и четыре института готовившие педагогические кадры по тридцати одной специальности. Общее количество студентов на дневном и заочном обучении составляло 5880 человек. В академии был основан единственный в Российской федерации специализированный периодический научно-педагогический  «Историко-педагогический журнал». 
28 августа 2013 года Приказом Министерства образования и науки Российской Федерации № 1002 Нижнетагильская государственная социально-педагогическая академия была реорганизован в Нижнетагильский государственный социально-педагогический институт в форме присоединения к Российскому государственному социально-педагогическому университету в качестве обособленного структурного подразделения (филиала). 
Структура института состоит из шести факультетов и девяти общеинститутских кафедр. С 1939 по 2019 год институтом было выпущено около 54 179 педагогических кадров, из них: с 1939 по 1953 год — 1571, с 1954 по 2002 год — 27606, с 2003 по 2014 год — 22546, с 2015 по 2019 год — 2456 человек.

## Руководители

### Директора
- Бедняков Варфоломей Павлович[7] (1939—1940)
- Сапрыкин Пётр Галактионович (ноябрь—декабрь 1940) — исполняющий обязанности
- Дегтярев К.К. (1940—1941)[8]
- Савицкий Парфён Петрович (1941—1943)
- Шнеерсон Лев Михайлович (1943—1944)
- Моргун Павел Алексеевич (1944)
- Батин Михаил Андрианович (1944—1948)
- Кожевников Михаил Матвеевич (1948—1961)
- Егорова Лилия Евгеньевна (2015—2020)
- Райхерт Татьяна Николаевна (2021—2023)
- Жуйкова Татьяна Валерьевна (с 2023)

### Ректоры
- Кожевников Михаил Матвеевич (1961—1967)
- Владимирцев Владимир Иванович (1968—1988)
- Смирнов Владимир Иванович (1988—2012)
- Ноздрин Сергей Александрович (2012—2014) — исполняющий обязанности

## Структура

### Факультеты
- Социально-гуманитарный факультет
- Факультет филологии и межкультурной коммуникации
- Факультет психолого-педагогического образования
- Факультет естествознания, математики и информатики
- Факультет художественного образования
- Факультет спорта и безопасности жизнедеятельности

### Кафедры
- Кафедра гуманитарных и социально-экономических наук
- Кафедра социальной работы, управления и права
- Кафедра иностранных языков и русской филологии
- Кафедра психологии и педагогики дошкольного и начального образования
- Кафедра педагогики и психологии
- Кафедра информационных технологий и физико-математического образования
- Кафедра естественных наук
- Кафедра художественного образования
- Кафедра безопасности жизнедеятельности и физической культуры[6]